# Xalet Maristany
El Xalet Maristany és una obra noucentista de Camprodon (Ripollès) inclosa a l'Inventari del Patrimoni Arquitectònic de Catalunya.

## Descripció
Un dels xalets amb més envergadura de tota l'avinguda Maristany.
Construït amb pedra de riu escairada, és un magnífic exemple d'obra realitzada amb materials del país. A la part posterior del mateix trobem una galeria coberta d'amples mides que es torna accessible per les habitacions del pis superior, quedant el conjunt cobert per una teulada a dues aigües a la part frontal de l'edifici i que en passar a la posterior es converteix en un divertit joc de pedra i totxo. El conjunt ens fa pensar en un cert victorianisme. És de destacar el magnífic jardí que envolta la construcció.